# J.A. Martin fotograf
J.A. Martin fotograf (fr. J.A. Martin photographe) – kanadyjski film fabularny z 1977 roku w reżyserii Jeana Beaudina.

## Fabuła
Rose-Aimée Martin (Monique Mercure), żona fotografa J.A Martina (Marcel Sabourin), postanawia wybrać się z nim w trasę po kanadyjskiej prowincji przełomu XIX i XX w. Liczy na to, że ich związek zostanie dzięki temu uratowany.

## Obsada
- Marcel Sabourin jako J.A. Martin
- Monique Mercure jako Rose-Aimée Martin
- Marthe Thierry jako babcia
- Catherine Tremblay jako Dolores Martin
- Mariette Duval jako sąsiadka
- Denis Hamel jako Mathieu Martin
- Stéphane L'Ecuyer jako David Martin
- Jacques Bilodeau jako Hormidas Lambert
- Colette Courtois jako pani Lambert
- Marthe Nadeau jako ciotka Alma

## Nagrody
- 30. MFF w Cannes: Najlepsza aktorka - Monique Mercure